# ديف هيل (موسيقي)
ديف هيل (بالإنجليزية: Dave Hill)‏ هو عازف قيثارة وموسيقي بريطاني، ولد في 4 أبريل 1946 في Holbeton ‏ في المملكة المتحدة.

## وصلات خارجية
- ديف هيل على موقع IMDb (الإنجليزية)
- ديف هيل على موقع ميوزك برينز (الإنجليزية)
- ديف هيل على موقع قاعدة بيانات الأفلام السويدية (السويدية)
- ديف هيل على موقع أول ميوزيك (الإنجليزية)
- ديف هيل على موقع ديسكوغز (الإنجليزية)
- ديف هيل على موقع قاعدة بيانات الفيلم (الإنجليزية)
- ديف هيل على موقع كينوبويسك (الروسية)